# Solveig Wegener
Solveig Wegener, geborene Klügel (* 1. März 1962 in Berlin) ist eine ehemalige deutsche Politikerin (PDS).
Wegener besuchte die Polytechnische Oberschule und Erweiterte Oberschule in Berlin, wo sie 1980 das Abitur ablegte. Nach einem Vorpraktikum für Landwirtschaft im Kreis Angermünde studierte sie Landwirtschaft an der Humboldt-Universität Berlin in der Sektion Pflanzenproduktion und wurde so Diplom-Agraringenieurin. 1986 wurde sie wissenschaftliche Mitarbeiterin für Boden- und Bestandsführung im VEG Pflanzenproduktion in Strasburg.
Wegener wurde 1988 Mitglied der SED, welche später in die PDS überging. Über die Liste des Bezirks Neubrandenburg gelang ihr 1990 der Einzug in die letzte Volkskammer der DDR. Nach der Wiedervereinigung war sie bis Dezember Bundestagsabgeordnete.